# Gnophos impectinata
Gnophos impectinata är en fjärilsart som beskrevs av Achille Guenée 1858. Gnophos impectinata ingår i släktet Gnophos och familjen mätare. Inga underarter finns listade i Catalogue of Life.